# Adorazione dei pastori (Ghirlandaio)
L'Adorazione dei pastori è un dipinto tempera su tavola (167x167 cm) di Domenico Ghirlandaio, datato 1485 e conservato nella sua collocazione originaria sull'altare della cappella Sassetti nella basilica di Santa Trinita a Firenze.

## Storia
L'opera completa il famoso ciclo di affreschi commissionato a Ghirlandaio da Francesco Sassetti e ritenuto il suo capolavoro. La pala reca su un capitello l'anno 1485.

## Descrizione
La cornice riporta la scritta "Ipsum quem genuit adoravit Maria" ("Maria adorava colui che aveva generato").
Maria, in primo piano su un prato fiorito, adora il Bambino poggiato sul suo mantello all'ombra di un sarcofago romano antico che fa da mangiatoia per il bue e l'asinello (che secondo la patristica rappresentano rispettivamente gli ebrei e i pagani), poco dietro si trova san Giuseppe, che scruta verso il corteo in arrivo, e a destra un gruppo di tre pastori ritratti con vivo realismo, derivati dal modello del Trittico Portinari di Hugo van der Goes. Nel primo pastore, quello che indica il Bambino, Ghirlandaio incluse il proprio autoritratto. 
La sella e il barroccio a sinistra alludono al viaggio di Maria e Giuseppe. I tre sassi in primissimo piano, roccia naturale, pietra lavorata e mattone, sono un riferimento alla famiglia "Sassetti" e all'attività dell'uomo. Sopra di essi sta un cardellino, simbolo della passione e resurrezione di Cristo.
Dall'arco di trionfo sullo sfondo passa il corteo dei re Magi, con un significato anche simbolico, inteso come il lasciarsi alle spalle l'era pagana. A sinistra i primi due magi sono già vicini e guardano una luce che si intravede sul tetto della capanna, la cometa, che brilla sul tetto di paglia sorretto da monumentali pilasti romani, uno dei quali reca sul capitello la data MCCCCLXXXV (1485). 
Sullo sfondo si vedono i pastori con le greggi ai quali l'angelo sta annunciando la nascita del Signore.

### Il tema dell'avvento di Cristo

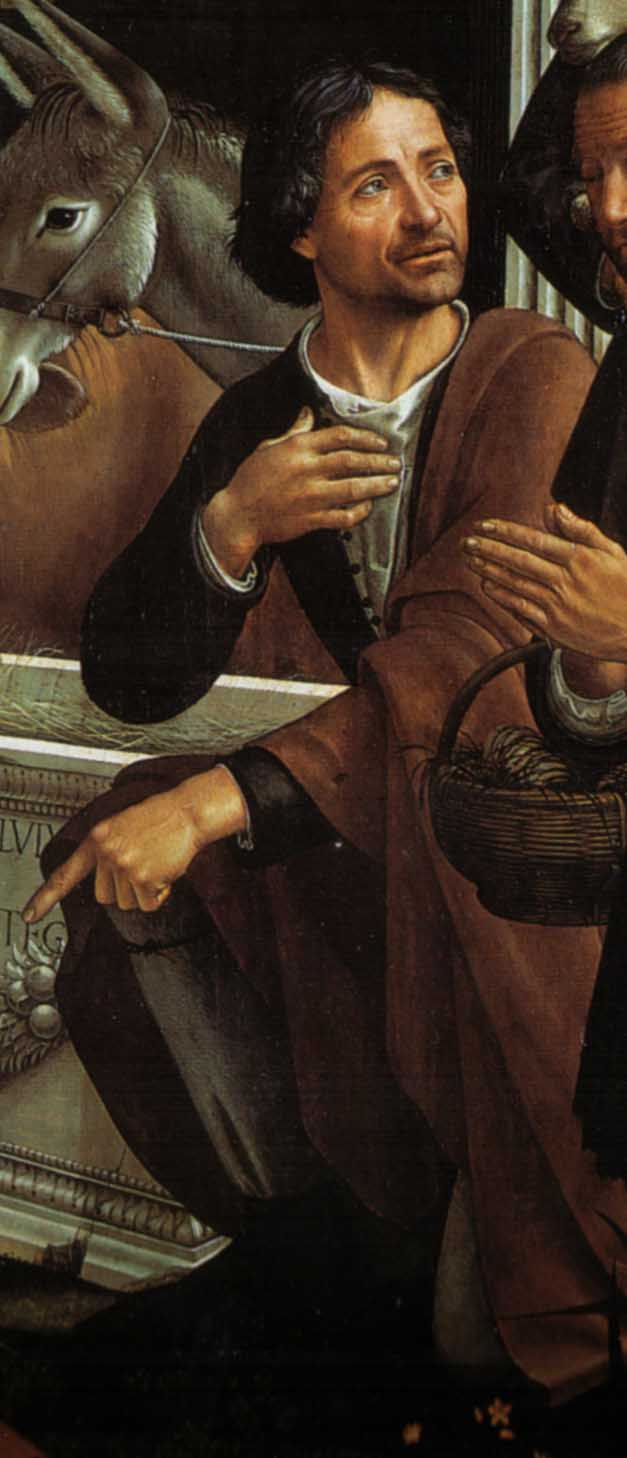
L'autoritratto di Ghirlandaio

Il sarcofago-mangiatoia, l'arco di trionfo sotto cui passa il corte dei Magi e i pilastri che reggono la capanna sono precisi riferimenti alla nascita del Cristianesimo in ambito pagano, tema anticipato anche dagli affreschi esterni alla cappella (Augusto e la Sibilla Tiburtina che annunciano la nascita del Signore) e dalla volta con le Sibille. Ad esempio l'iscrizione sul sarcofago "ENSE CADENS SOLYMO POMPEI FVLV/IVS/ AVGVR NVMEN AIT QUAE ME CONTEG/IT/ VRNA DABIT" si rifà alla leggenda dell'augure Fulvio, che sul punto di morire durante l'assedio di Gerusalemme di Pompeo predisse che il suo sepolcro sarebbe stato usato da un Dio. La traduzione è la seguente: "Mentre cadeva a Gerusalemme per la spada di Pompeo, l'indovino Fulvio disse: l'urna che mi contenne genererà un dio". Rimanda a Gerusalemme e Pompeo anche l'iscrizione sull'arco "GN. POMPIO MAGNO HIRCANVS PONT. P.", cioè "eretto in onore di Gneo Pompeo Magno per volere di Ircano, sacerdote del Tempio. 
Queste colte citazioni classiche, probabilmente suggerite dal Fonzio, rappresentando, con altri elementi simbolici, il passaggio dalle religioni giudaica (di Ircano) e pagana (di Pompeo) al cristianesimo, sorto sulle rovine delle altre confessioni, come ricordano i due pilastri scanalati. Anche il paesaggio lontano, con le vedute cittadine, simboleggia questa allegoria: la città più lontana a destra è infatti un riferimento a Gerusalemme con l'edificio a cupola (la moschea della Roccia), davanti alla quale sorge un albero secco con un ramo spezzato, simbolo della conquista della medesima; la città di sinistra invece è un'elaborazione di Roma, nella quale si riconoscono i sepolcri di due imperatori profetici, Augusto, con il mausoleo e Adriano, che si pensava sepolto sotto la Torre delle Milizie, ma si intravede anche quella che sembra la Cattedrale di Santa Maria del Fiore, a ribadire il ruolo di Firenze come nuova Roma.

## Stile
L'opera deriva da modelli di Filippo Lippi (come l'Adorazione del Bambino di Camaldoli) ma mostra anche i chiari i segni dell'influenza della pittura fiamminga su quella fiorentina, dopo lo studio e la graduale assimilazione del Trittico Portinari, la grande tavola fiamminga dell'Adorazione del Bambino, opera di Hugo van der Goes portata a Firenze nel 1483 dalla famiglia Portinari per la chiesa di Sant'Egidio, che arrivò come una meteora fulgida nella scena artistica fiorentina, influenzando profondamente i pittori rinascimentali che cercarono di comprenderne le diversità e carpirne i segreti soprattutto nella resa della luce e nel naturalismo lenticolare. 
Tipicamente fiamminga è infatti l'attenzione al dettaglio, dove ogni oggetto ha un preciso ruolo simbolico, e l'uso della prospettiva aerea, con il paesaggio che sfuma in lontananza nella foschia verso una minuta rappresentazione di colline e città.  La pala è affiancata dagli affreschi dei due committenti inginocchiati, che si uniscono così alla sacra adorazione, formando così una specie di trittico a tecnica mista.